# Сиро-малабарская католическая церковь
Сиро-малабарская католическая церковь (лат. Ecclesia Syrorum Malabarensium или Ecclesia Syro-Malabarensis; сир. ܥܸܕܬܵܐ ܩܵܬܘܿܠܝܼܩܝܼ ܕܡܲܠܲܒܵܪ ܣܘܼܪܝܵܝܵܐ, Edta Qatholiqi D'Malabar Suryaya) — одна из восточнокатолических церквей sui iuris (своего права). Одна из четырёх восточнокатолических церквей, имеющих статус Верховного архиепископства. Сиро-Малабарская Церковь Индии является второй (после УГКЦ) восточно-католической Церковью по количеству верующих. Церковь распространена, главным образом, в Индии и среди индийской диаспоры по всему миру. Сиро-малабарская церковь — самая многочисленная из церквей, восходящих к древней индийской христианской общине, известной как христиане Апостола Фомы. Сиро-малабарскую церковь не следует путать с другой восточнокатолической церковью, также имеющей индийское происхождение — сиро-маланкарской. Церковь придерживается восточно-сирийского (халдейского) литургического обряда (кроме сиро-малабарской церкви этот обряд используется также Халдейской католической церковью и Ассирийской церковью Востока).

## История

### Происхождение
Согласно церковному преданию Благую весть в Индию принёс апостол Фома. По преданию святой Фома высадился на Малабарском побережье (современный штат Керала) в юго-западной части полуострова Индостан около 52 года н. э. Фома проповедовал Евангелие в различных провинциях Индии, а в 72 году принял мученическую смерть в городе Мелипура (совр. Ченнаи, ранее Мадрас) — был проткнут кольями.
Традиция говорит о постройке апостолом семи церквей в городах Кералы — Кодунгалооре, Ниранаме, Колламе, Чайале, Коттакаву, Коккамангаламе и Палайюре. В этих городах ещё до христианской эры существовали еврейские колонии, и поначалу, состав первых христианских общин в этих городах был смешанным, в них входили обращённые иудеи и местные жители.

### Ранний период
С первых столетий нашей эры малабарские христиане тесно взаимодействовали с христианскими общинами, которые затем образовали несторианскую Ассирийскую церковь Востока. Это привело к тому, что индийские христиане использовали в литургической жизни восточно-сирийский или халдейский обряд, как и Ассирийская церковь Востока, хотя и привнесли в него некоторые свои черты.
В IV веке из Персии в юго-западную Индию мигрировало большое количество христиан. Выходцев из Персии среди малабарских христиан традиционно именовали Хананиты или Южане, в то время как коренных христиан-индусов — Северяне. Это деление сохранилось в сиро-малабарской католической церкви до настоящего времени, представители этих групп принадлежат к различным епархиям.
По крайней мере, начиная с IV столетия епископы Малабарской церкви присылались из Персии Церковью Востока. В VIII веке община получила собственного митрополита, занимавшего десятое место в иерархическом перечне Ассирийской церкви Востока. Поскольку епископы и митрополиты, как правило, не знали местного языка, их функции ограничивались совершением литургии и рукоположением новых священников, реальная административная власть находилась в руках индийского священника, называемого архидиаконом всей Индии.
Община христиан апостола Фомы на Малабарском побережье входила в индийское общество на положении особой касты. Несмотря на то, что организационно малабарская церковь была устроена по образцу древневосточных церквей, а литургический халдейский обряд был общим с Церковью Востока, культурная жизнь христиан апостола Фомы носила чисто индийский характер. Вплоть до XV века индийские христиане не контактировали с европейскими церквами.

### Прибытие португальцев

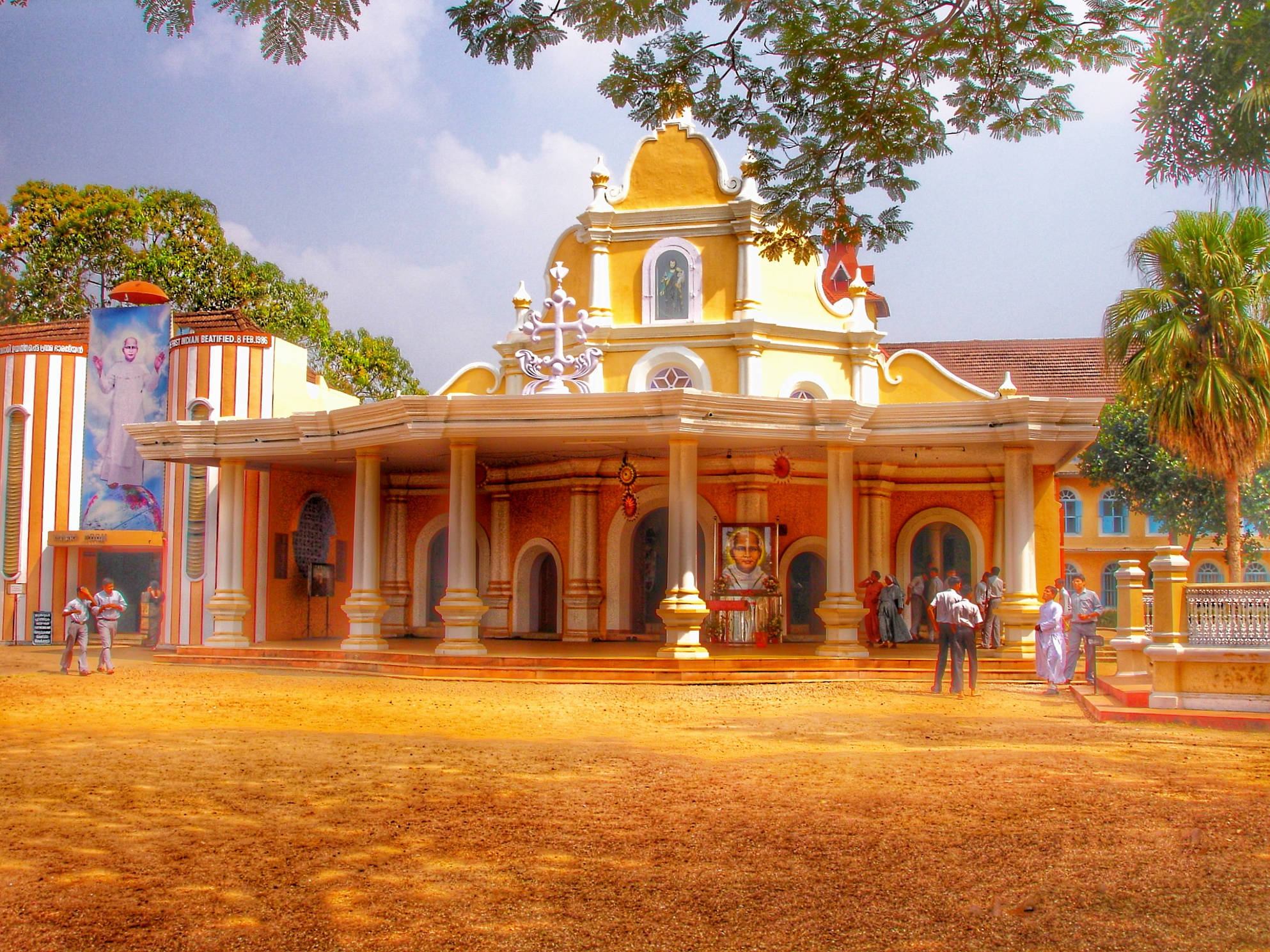
Сиро-малабарская церковь св. Иосифа. Над входом — крест св. Фомы

В 1498 году на Малабарское побережье прибыли корабли португальского мореплавателя Васко да Гама. Португальские миссионеры, посланные в Индию, к своему удивлению встретили в новых землях неизвестную им сложившуюся древнюю христианскую церковь, которая была принята в литургическое общение с Римом.
Вопрос о том, была ли индийская церковь несторианской до прибытия португальцев, остаётся дискуссионным. Католическая энциклопедия 1913 года утверждает, что этому есть достаточно свидетельств, помимо того, что церковь возглавлялась епископами из Персии; но сами сиро-малабарцы утверждают, что их церковь никогда не принимала несторианство, невзирая на длительные контакты с несторианской церковью Востока.
Впрочем при установлении литургического общения духовенство индийцев подтвердило португальским епископам своё исповедание христологии, утверждённой Эфесским собором. Тем не менее латинское духовенство относилось к сиро-малабарскому клиру настороженно, подозревая его в ереси. Португальцы не отнеслись уважительно к местной традиции и начали деятельность по постепенной латинизации церкви, которая в итоге привела к многочисленным расколам малабарского христианства.
В 1534 году португальцами была основана епархия латинского обряда в Гоа, а в 1558 году в Кочине. В 1599 году португальский архиепископ Алексиш Менешес созвал собор в Диампере, на котором было решено ввести у малабарцев латинскую литургию. Собственная иерархия индийцев упразднялась, во главе церкви встали латинские епископы. Любые попытки сопротивляться латинизации подавлялись, бывший глава церкви архидиакон Геваргезе был брошен в тюрьму.

### Расколы
В 1653 году значительная часть христиан апостола Фомы заявила о разрыве отношений с Римом. Группа священников под руководством архидиакона Мар Фомы дала торжественную клятву о неподчинении латинскому духовенству. Поскольку древние связи с Ассирийской церковью Востока к XV веку были утрачены, поиски этой группой союзников привели их к контактам с патриархом Древневосточной православной Сиро-яковитской церкви. В 1665 году патриарх этой церкви согласился послать епископа возглавить общину при условии, что она примет сирийскую миафизитскую христологию и западно-сирийский (антиохийский) литургический обряд. Эта группа стала автономной Церковью в рамках Сиро-яковитского патриархата и известна под названием Маланкарская церковь. Прочие христиане апостола Фомы остались в общении с Римским епископом, положив таким образом начало современной Сиро-малабарской католической церкви и избежав в дальнейшем расколов.
Напротив, Маланкарская церковь в дальнейшем пережила целую череду расколов, в результате которых к концу XX века из неё образовались пять церквей западно-сирийского обряда: Древневосточные Маланкарская сиро-яковитская церковь и Маланкарская православная сирийская церковь, восточнокатолическая сиро-маланкарская церковь, испытавшая большое влияние англиканской доктрины Маланкарская церковь Мар Фомы и маргинальная и непризнаваемая другими церквами мира (включая древневосточные) Малабарская Независимая Сирийская церковь.
Святой Престол отреагировал на раскол 1653 года тем, что устранил от управления сиро-малабарской церковью иезуитов и послал в Индию миссию кармелитов, руководившие сиро-малабарскими общинами вплоть до 1896 года. К 1662 году в единство с Римом, то есть в сиро-малабарскую католическую церковь, вернулось 84 общины из 116, включённые в созданный в 1659 году Апостольский викариат Малабара, в 1779 году переименованный в Архиепархию Вераполи. В 1887 году они из Архиепархии Вераполи были выделены сиро-малабарские общины в Апостольские викариаты Тричура и Коттаяма (с 1896 года Чанганачерри), в 1896 году из них был выделен Апостольский викариат Эрнакулама, а в 1911 году из них всех был выделен Апостольский викариат Коттаяма.

### Новейшее время

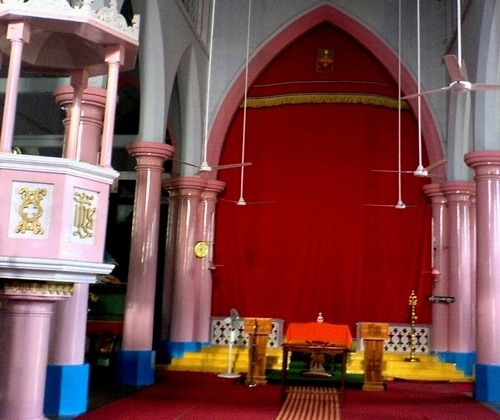
Интерьер сиро-малабарской церкви в Керале

Постоянные структуры сиро-малабарской церкви были образованы в 1923 году, апостольские викариаты были превращены в епархии, Апостольский викариат Эрнакулама в архиепархию (в 1953 году к ним была добавлена Епархия Телличерри выделенная из Епархии Каликута). Структура церкви приняла следующий вид:
- Митрополия Эрнакулама
  - Архиепархия Эрнакулама
  - Епархия Тричура
  - Епархия Чанганачерри
  - Епархия Коттаяма

В XX веке церковь испытала бурный рост численности прихожан. Если в 1876 году было около 200 000 сиро-малабарских католиков, то к 30-м годам XX века их число удвоилось. В 1960 году насчитывалось почти 1,5 миллиона прихожан, а к началу XXI века их число приблизилось к 4 миллионам.
В XX веке существовали определённые трения между иерархией сиро-малабарской католической церкви и латинской иерархией в Индии по вопросу создания сиро-малабарских приходов за пределами штата Керала для окормления сиро-малабарцев, переехавших в другую часть страны. Ещё в 1958 году были созданы апостольские экзархаты Сагара, Сатны, Удджайна и Чандры, в 1972 году — апостольские экзархаты Биджона и Джагдалпура. Только в 1977 году этот вопрос был урегулирован, сиро-малабарская церковь получила возможность создавать за пределами юго-запада страны свои епархии, которые, однако, являются суффраганными по отношению к латинским митрополиям, все 6 апостольских экзархатов стали епархиями.
В XX веке также шёл процесс очищения сиро-малабарской литургии от излишних латинских заимствований. Новый миссал, основанный на восстановленной восточно-сирийской литургии, был представлен в 1962 году, однако вызвал ряд протестов со стороны сторонников латинизированной литургии. В 1988 году папа Иоанн Павел II разрешил епархиям сиро-малабарской церкви служить литургию по обоим миссалам и самостоятельно решать вопрос о предпочтительном варианте литургии.
Вместе с тем прежние епархии были разукреплены — из Епархии Тричура были выделены Епархия Палаккада (1974) и Епархия Иринджалакуды (1978), из Епархии Телличерри — Епархия Манантавади (1973) и Епархия Тамарассерри (1986), из Епархии Чанганачерри — Епархия Палаи (1950) и Епархия Канджирапалли (1977), из Архиепархии Эрнакулама — Епархия Котамангалама (1956). 16 декабря 1992 года сиро-малабарская католическая церковь получила статус Верховного архиепископства. В 1995 году епархии Тричура и Телличерри стали архиепархиями (Епархия Чанганачерри стала архиепархией ещё 1956 году, Епархия Коттаяма получила аналогичный статус в 2005 году). Позднее были созданы диаспоральные структуры церкви — Епархия святого Фомы в Чикаго (2001), Епархия Святого Фомы в Мельбурне (2014) и Апостольский экзархат Канады (2015).
1 марта 2008 года папа Бенедикт XVI объявил о причислении к лику святых Блаженной Альфонсы, которая стала первой святой сиро-малабарской церкви и первой католической святой из Индии.

## Современное состояние

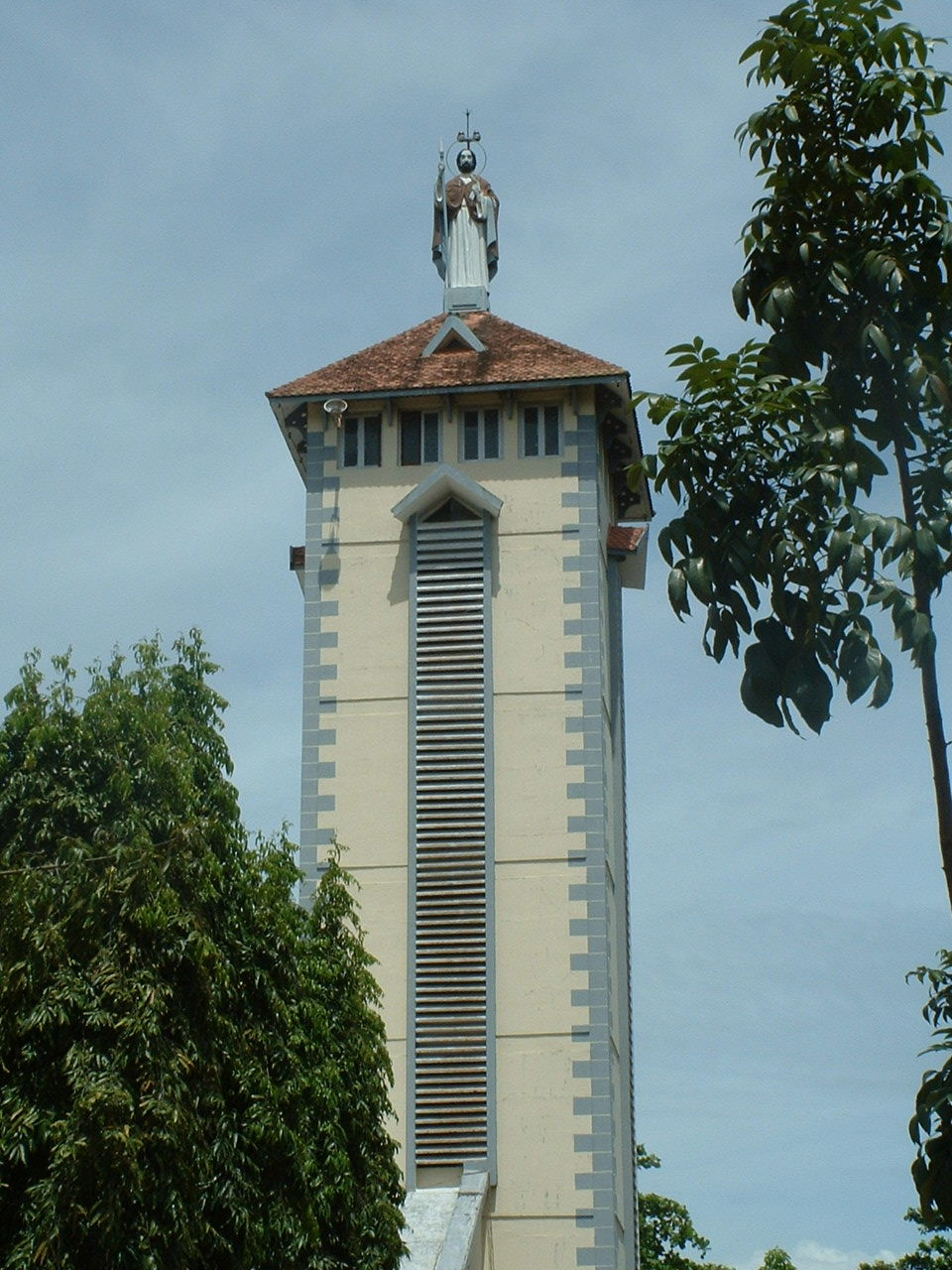
Колокольня кафедральной базилики Святой Марии в Эрнакуламе

Сиро-малабарская католическая церковь имеет статус Верховного архиепископства. Резиденция расположена в южно-индийском городе Эрнакулам. Кафедральный собор верховного архиепископства — собор Святой Марии, которому присвоен почётный статус «малой базилики». С 2011 года церковь возглавляет верховный архиепископ Мар Георг Аленчерри. Титул малой базилики носит ещё одна церковь сиро-малабарцев — базилика Божией Матери Скорбящей в городе Тричур.
У сиро-малабарцев сильны монашеские традиции, особенно среди женщин — число женщин-монахинь почти в пять раз превышает число монашествующих мужчин. В церкви имеется 16 женских монашеских конгрегаций, 5 из которых находятся под покровительством папы римского. Кроме того, определённое число сиро-малабарцев подвизается в индийских монастырях латинского обряда. Главные духовные семинарии расположены в Альвае (готовит священников как восточно-сирийского, так и латинского обрядов, а также священников-биритуалов), Коттаяме, Сатне, Бангалоре и Удджайне.
Согласно данным Annuario Pontificio за 2016 год число членов церкви превышает 4 миллиона 189 тысяч человек. В церкви 53 епископа, более 7 тысяч священников, более 9 тысяч монахов (включая 3,5 тысячи иеромонахов), около 34 тысяч монахинь, 2 866 приходов.
Богослужения проводятся на языке малаялам, сирийском и английском.

## Структура
Кроме верховной архиепархии Эрнакулам — Ангамали в церковь входит четыре архиепархии-митрополии:
- Чанганачерри
- Коттаям
- Телличерри
- Тричур

Среди епархий сиро-малабарской церкви некоторые из них суффраганны по отношению к архиепархиям-митрополиям сиро-малабарской церкви, а некоторые (как правило, удалённые от юга Индии) по отношению к митрополиям латинского обряда в Индии. Независимым статусом обладают епархия святого Фомы-Апостола в Чикаго (США), объединяющая приходы малабарской церкви в Северной Америке, епархия святого Фомы-Апостола в Мельбурне (Австралия) и епархия Фаридабада.
| Архиепархия-митрополия                     | Архиепархия-митрополия | Обряд митрополии | Название сиро-малабарской епархии | Название сиро-малабарской епархии |
| Верховная архиепархия Эрнакулам — Ангамали | Эрнакулам              | Сиро-малабарский | Идукки                            | Идукки                            |
|                                            |                        |                  | Котамангалама                     | Kothamangalam                     |
| Чанганачерри                               | Changanacherry         | Сиро-малабарский | Канджирапалли                     | Kanjirapally                      |
|                                            |                        |                  | Палаи                             | Palai                             |
|                                            |                        |                  | Тукалая                           | Thuckalay                         |
| Телличерри                                 | Tellicherry            | Сиро-малабарский | Белтангади                        | Belthangady                       |
|                                            |                        |                  | Бхадравати                        | Bhadravathi                       |
|                                            |                        |                  | Манантавади                       | Mananthavady                      |
|                                            |                        |                  | Мандьи                            | Мандья                            |
|                                            |                        |                  | Тамарассерри                      | Thamarasserry                     |
| Тричура                                    | Тричур                 | Сиро-малабарский | Иринджалакуды                     | Irinjalakuda                      |
|                                            |                        |                  | Палгхада                          | Палаккад                          |
|                                            |                        |                  | Раманатхапурама                   | Раманатхапурам                    |
| Хайдарабада                                | Хайдарабад             | Латинский        | Адилабада                         | Адилабад                          |
| Агры                                       | Агра                   | Латинский        | Биджнора                          | Биджнор                           |
|                                            |                        |                  | Горакхпура                        | Горакхпур                         |
| Нагпура                                    | Нагпур                 | Латинский        | Чанды                             | Чанда                             |
| Райпура                                    | Райпур                 | Латинский        | Джагдалпура                       | Джагдалпур                        |
| Бомбея                                     | Бомбей                 | Латинский        | Калиана                           | Калиан                            |
| Гандинагара                                | Гандинагар             | Латинский        | Раджкота                          | Раджкот                           |
| Бхопала                                    | Бхопал                 | Латинский        | Сагара                            | Сагар                             |
|                                            |                        |                  | Сатны                             | Сатна                             |
|                                            |                        |                  | Удджайна                          | Удджайн                           |
| отсутствует                                | отсутствует            | отсутствует      | Епархия Фаридабада                | Фаридабад                         |
| отсутствует                                | отсутствует            | отсутствует      | Епархия святого Фомы в Чикаго     | Чикаго, США                       |
| отсутствует                                | отсутствует            | отсутствует      | Епархия святого Фомы в Мельбурне  | Мельбурн, Австралия               |
| отсутствует                                | отсутствует            | отсутствует      | Епархия Великобритании            | Престон, Великобритания           |

## Литургия

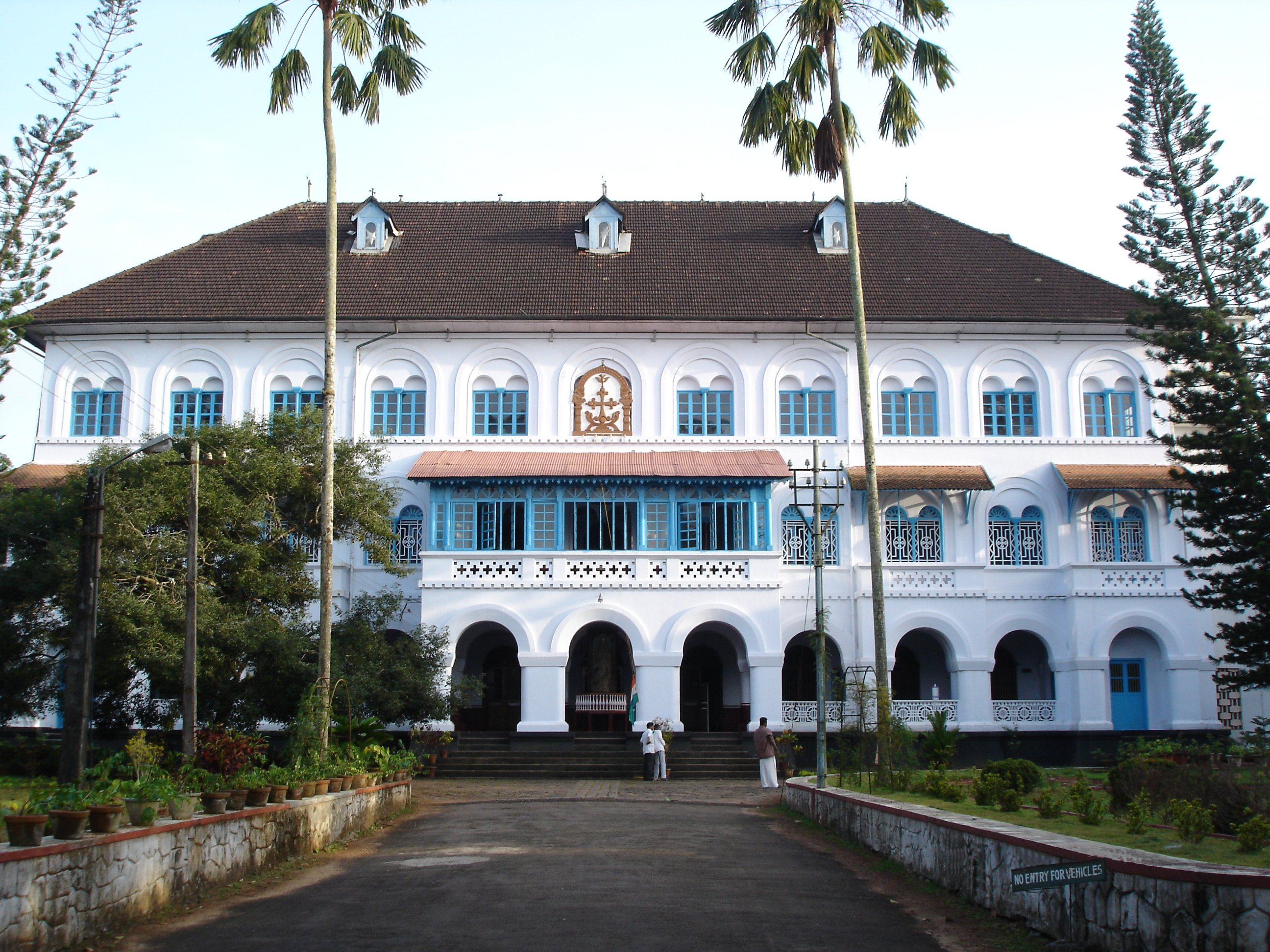
Резиденция архиепископа Чанганачерри

В литургическом богослужении Сиро-малабарской церкви используется традиционная для халдейского обряда древняя литургия Фаддея и Мария (Аддаи и Мари). Чин этой литургии сложился на рубеже IV и V веков и сохранился практически без изменений с V века. Традиционно приписывается апостолу от 70 Фаддею и первому епископу города Селевкии Марию.
Литургия Фаддея и Мария имеет ряд характерных особенностей. В литургии необычная анафора, отличающаяся от византийских и латинских анафор: анамнесис не содержит установительных слов Христа, эпиклеза не включает в себя молитвы о преложении даров и переходит в оригинальную ходатайственную молитву, завершающую анафору. В начале литургия содержит две переменные молитвы, изменяющиеся в зависимости от праздничных дней церковного года.
Богослужение испытало на себе значительное иудейское влияние и содержит множество символических связей с Иерусалимом и еврейской культурой. В связи с недостатком в Индии виноградного вина и пшеничного хлеба в таинстве евхаристии используются лепёшки из рисовой муки и пальмовое вино.
Исторический язык богослужения восточно-сирийского обряда — сирийский. Использование сирийского языка в сиро-малабарской церкви продолжалось на протяжении всей её истории, несмотря на полную потерю в Средние века каких-либо связей с Ближним Востоком и Сирией. Во многом этому способствовало убеждение, что сирийский язык близок или идентичен языку, на котором разговаривал Христос. Начиная с 1968 года литургия наряду с сирийским совершается на английском языке и языке малаялам.
Богослужение не претерпело существенных изменений с первых веков христианства в Индии вплоть до прибытия португальцев. В период с 1600 по 1896 год литургия подверглась сильной латинизации — на латинский манер были изменены литургические одеяния священников, убранство церквей, внесены изменения в миссал, приблизившие восточно-сирийскую литургию к латинской. Сирийский язык, однако, продолжал оставаться единственным богослужебным языком.
Во второй половине XX века в церкви зародилось движение за очищение восточно-сирийской литургии от более поздних латинских заимствований. Новый миссал сиро-малабарской литургии максимально приближенный к исторической восточно-сирийской был утверждён папой Пием XII в 1957 году, а первая литургия по нему была отслужена в 1962 году.
Введение нового миссала, а также литургическая реформа Второго Ватиканского собора привела к определённой анархии в литургической жизни церкви. Не все деятели церкви были довольны реформами и процессом делатинизации.
В январе 1996 года папа Иоанн Павел II председательствовал в Риме на специальном синоде епископов сиро-малабарской Церкви, пытавшемся преодолеть разногласия между сторонниками и противниками делатинизации литургической жизни. Двумя годами позже папа предоставил сиро-малабарским епископам полную самостоятельность в литургических вопросах.
В настоящее время существует большая вариативность внутри церкви в порядке литургического служения. В частности, в некоторых епархиях принято служение лицом к народу, в некоторых лицом к алтарю; некоторые епархии оставили у себя латинизированную литургию, некоторые запустили процесс постепенной делатинизации. Епархия Чанганачерри пока является единственной, где литургия всегда служится по миссалу 1957 года, максимально приближенного к исторической литургии.

## Святые Церкви
- Святая Альфонса Муттатхупадатху — канонизирована римским папой Бенедиктом XVI 12-го августа 2008 года;
- Блаженный Августин Тхеварпарампил — беатифицирован римским папой Бенедиктом XVI в 2006 году.
- Блаженный Куриакос Элиас Чавара — беатифицирован римским папой Иоанном Павлом II.
- Блаженная Евфрасия Святейшего Сердца Иисуса (в миру Роза Элуватингал-Херпукарам) — беатифицирована римским папой Бенедиктом XVI в 2006 году.